# Forda villosa
Forda villosa är en insektsart. Forda villosa ingår i släktet Forda och familjen långrörsbladlöss. Inga underarter finns listade i Catalogue of Life.